# Евынгурай
Евынгурай (устар. Евынг-Урэй) — река в России, протекает по Берёзовскому району Ханты-Мансийского автономного округа. Длина реки составляет 12 км.
Начинается посреди болота Озёрного из озёр Сортымтув и Сымренгтув, лежащих на высоте 23,6 метра над уровнем моря. Течёт по болоту вокруг озера Иштангтор по дуге, сначала на северо-восток, потом на запад, сильно петляя. Устье реки находится в 125 км по правому берегу реки Пунга на высоте 18,6 метра над уровнем моря.

## Данные водного реестра
По данным государственного водного реестра России относится к Нижнеобскому бассейновому округу, водохозяйственный участок реки — Северная Сосьва, речной подбассейн реки — Северная Сосьва. Речной бассейн реки — (Нижняя) Обь от впадения Иртыша.
Код объекта в государственном водном реестре — 15020200112115300028893.